# 盔裸棘杜父魚
盔裸棘杜父魚，為輻鰭魚綱鮋形目杜父魚亞目杜父魚科的其中一種，為溫帶海水魚，分布於北太平洋日本北海道至阿拉斯加、加拿大卑詩省海域，棲息深度0-579公尺，體長可達36公分，棲息在底層水域，生活習性不明。

## 扩展阅读
維基物種上的相關：盔裸棘杜父魚